# یانه نیکالا
یانه نیکالا (انگلیسی: Janne Niskala؛ زادهٔ ۲۲ سپتامبر ۱۹۸۱) بازیکن هاکی روی یخ، و تهیه‌کننده فیلم اهل فنلاند است.
از باشگاه‌هایی که در آن بازی کرده‌است می‌توان به تمپا بی لایتنینگ اشاره کرد.